# El Rodeo, Jilotlán de los Dolores
El Rodeo är en ort i Mexiko.   Den ligger i kommunen Jilotlán de los Dolores och delstaten Jalisco, i den södra delen av landet, 400 km väster om huvudstaden Mexico City. El Rodeo ligger 891 meter över havet och antalet invånare är 114.
Terrängen runt El Rodeo är huvudsakligen kuperad, men västerut är den bergig. Runt El Rodeo är det glesbefolkat, med 10 invånare per kvadratkilometer. Närmaste större samhälle är San Francisco, 10,4 km sydost om El Rodeo. I omgivningarna runt El Rodeo växer huvudsakligen savannskog.